# Городские улицы
«Городские улицы» (англ. City Streets) — американский гангстерский фильм режиссёра Рубена Мамуляна, который вышел на экраны в 1931 году.
Фильм поставлен по истории известного писателя Дэшила Хэмметта и рассказывает о дочери гангстера Нэн (Сильвия Сидни), у которой начинается роман с бедным шоуменом из парка развлечений по имени Кид (Гэри Купер). Нэн хочет, чтобы Кид вступил в банду ради благосостояния их будущей семьи, но тот отказывается. Когда Нэн оказывается в тюрьме, её отчиму удаётся склонить Кида вступить в банду, чтобы заработать денег на её освобождение. Став гангстером, Кид вскоре вырастает до одного из главарей банды. Когда же Нэн выходит на свободу, он бросает преступную деятельность и скрывается вместе с ней в неизвестном направлении.
Критики высоко оценили художественное и визуальное решения картины, выделявшие его среди многих других картин своего времени.
Является первым фильмом популярной актрисы Сильвии Сидни.

## Сюжет
Поп Кули (Гай Кибби) служит телохранителем при гангстере Блэки (Стэнли Филдс), который заправляет нелегальным пивоваренным бизнесом. Иногда для Попа выполняет мелкие поручения его приёмная дочь Нэн (Сильвия Сидни), которая однажды знакомится в парке аттракционов со снайпером-шоуменом по прозвищу Кид (Гэри Купер). Вскоре между Нэн и Кидом начинается роман, и они собираются пожениться. Ради обеспеченного будущего Нэн уговаривает Кида вступить в банду, однако, несмотря на бедность, он отказывается работать на мафию. У мафиозного главаря «Большого парня» Мэскала (Пол Лукас) возникает с Блэки конфликт из-за девушки последнего по имени Эгги (Уинн Гибсон). Мэскал поручает Попу убить Блэки, обещая назначить его на освободившееся место. Заметая следы после убийства, Поп передаёт Нэн свой револьвер, чтобы она выбросила его в реку, однако по дороге её арестовывает полиция. На допросе выясняется, что полиции известно о том, что убийство совершил мужчина средних лет, и свидетели видели, как тот передал Нэн оружие, однако Нэн категорически отказывается назвать имя убийцы. Поп уговаривает Кида вступить в банду с тем, чтобы заработать деньги на хороших адвокатов и взятки для освобождения Нэн. Из любви к девушке Кид соглашается на предложение Попа. Нэн приговаривают к тюремному заключению за соучастие в убийстве. В тюрьме она меняет своё отношение к мафии, которая не сделала ничего, чтобы добиться её освобождения. Когда Нэн видит, как у ворот тюрьмы убивают молодого мафиози, который приехал за своей девушкой в день её освобождения, Нэн с облегчением вспоминает о том, что её Кид не стал гангстером. Однако когда Кид, наконец, добивается свидания с ней и приходит в дорогом пальто с меховым воротником, Нэн с горечью понимает, что Поп втянул его в свою преступную банду. После выхода Нэн на свободу Кид встречает её у ворот тюрьмы и отвозит в шикарный особняк, который теперь занимает Поп вместе со своей любовницей Пэнси (Бетти Синклер). Нэн отказывается общаться с отчимом и пытается убедить Кида выйти из банды, однако Кид к этому времени уже успел занять высокое положение в мафиозной иерархии и не хочет выходить из дела. Встретив тем же вечером Нэн на пороге особняка, Мэскал проявляет к ней серьёзный интерес. Вскоре он устраивает шикарную вечеринку в честь её освобождения, вынуждая её танцевать только с собой. Когда Кид видит, что Мэскал не подпускает его к Нэн в течение всего вечера, он жёстко требует от мафиозного главаря оставить его невесту в покое. Под угрозой оружия Мэскал отступает, однако после ухода Кида и Нэн, посылает к ним домой двух киллеров, чтобы они расправились с Кидом. Поскольку киллеры не знают Кида в лицо, ему удаётся захватить их врасплох и разоружить. Поняв, что они действуют по приказу Мэскала, Кид вопреки протестам Нэн решает сегодня же разобраться с ним. Справедливо опасаясь, что Кида в ходе разборки могут убить, Нэн сама звонит Мэскалу и назначает ему свидание у него дома. Направляясь к Мэскалу, Нэн кладёт в сумочку небольшой пистолет, который гангстер при встрече обнаруживает и небрежно бросает на кресло. Мэскал выгоняет из дома Эгги, которая была его любовницей, и проводит вечер в компании Нэн. Однако Эгги, улучив момент, берёт пистолет Нэн и из ревности убивает Мэскала. На выстрелы сбегаются подручные Мэскала, перед которыми Эгги делает вид, что горько сожалеет о гибели любовника. Подозрение в убийстве падает на Нэн, однако в этот момент в доме появляется Кид, а вслед за ним — и другие члены банды. На общем собрании Кид провозглашает себя новым боссом, и гангстеры признают его власть. Кид обещает раскрыть убийство Мэскала, после чего готовится уйти вместе с Нэн. Однако трое гангстеров, которые, считают, что убийство Мэскала организовали Кид и Нэн, садятся вместе с ними в машину, рассчитывая расправиться с парой в дороге. Управляя автомобилем, Кид разгоняет его до высокой скорости на извилистой горной дороге с тем, чтобы бандиты не решились застрелить его по ходу движения из страха погибнуть в автокатастрофе. По ходу движения Нэн достаёт пистолет и направляет его на бандитов, требуя, чтобы они выбросили своё оружие в окно. Когда они делают это, Кид останавливает машину и высаживает бандитов на пустынной горной дороге. Заявив им, что выходит из пивного бизнеса, Кид вместе с Нэн уезжает в неизвестном направлении.

## В ролях
- Гэри Купер — Кид
- Сильвия Сидни — Нэн Кули
- Пол Лукас — «Большой парень» Мэскал
- Уильям Бойд[англ.] — Маккой
- Уинн Гибсон — Эгги
- Гай Кибби — Поп Кули
- Стэнли Филдс — Блэки
- Бетти Синклер — Пэнси
- Роберт Хоманс — инспектор полиции

## История создания фильма
По информации Американского института киноискусства, известный криминальный писатель Дэшил Хэмметт написал оригинальную историю специально для этого фильма. Это был первый опыт сотрудничества Хэмметта с кинематографом.
Фильм стал экранным дебютом популярной актрисы Сильвии Сидни. Первоначально на роль Сидни планировалась Клара Боу.

## Критика
После выхода фильма на экраны рецензент газеты «Нью-Йорк Таймс», отметил, что «в своей новой работе Мамулян демонстрирует некоторые умные кинематографические идеи, но слишком часто теряет интерес к истории и тексту из-за тяги к необычным операторским трюкам и ракурсам». В рецензии обращается внимание на то, что фильм содержит редкие для того времени моменты молчаливого общения между актёрами, которые Мамулян ставит со свойственным ему «кинематографическим мастерством». В частности, он «даёт камере насладиться видом океана, а в одном эпизоде даёт возможность зрителю услышать мысли персонажа так же, как это было сделано в фильме Хичкока „Шантаж“». В целом, по мнению рецензента, фильм «довольно захватывающий», хотя «всё чересчур драматично и невероятно». Что же касается актёрской игры, то, по словам критика, Купер «удовлетворителен, а Сидни отлична. Уильям Бойд играет превосходно, но смотрелся бы ещё лучше в роли Пола Лукаса», которого «неудачно взяли на роль главы банды рэкетиров… На фоне сильной игры Гая Кибби неудачный выбор Лукаса на роль ещё более очевиден». Особой любовью фильм, как и его автор, пользовался у французского режиссёра Жана-Пьера Мельвиля, классика криминального жанра. Он включил Мамуляна в список своих любимых режиссёров (все представители американского кинематографа), а к «Городским улицам» отсылает самая технически сложная сцена из «Стукача» — допрос Сильена в исполнении Жана-Поля Бельмондо. Обстановка кабинета комиссара была в деталях скопирована из фильма Мамуляна, который в свою очередь ориентировался на реальный офис нью-йоркского управления полиции. Мельвиль отмечал ещё одну «восхитительную» сцену, где персонаж Гая Кибби, пытался доказать полицейским свою непричастность к убийству при помощи жены, курившей за него в его отсутствие сигарету: «Прекрасная находка для алиби, которую, увы, уже не используешь. Такие мысли приходят в голову только большим авторам, это не каждому дано. Я очень люблю изобретать алиби, и эта идея мне особенно нравится». 
Современный киновед Денис Шварц назвал картину «романтической историей, обёрнутой в одежды устаревшей криминальной драмы о бутлегерах периода Сухого закона». Как далее пишет Шварц, «Мамулян ставит фильм с претензией на художественность, создавая нереальный мир высокопоставленных гангстеров… Наслаждение от фильма проистекает из его впечатляющего визуального стиля. Этот фильм добивается успеха благодаря своим киноприёмам — очень многие убийства происходят за кадром, длинный пепел от сигары служит алиби, основанном на времени, а контракты на убийство сопровождаются тонкими непринуждёнными комментариями вместо наглого бахвальства в стиле Кэгни». По словам историка кино Хэла Эриксона, «Мамулян очень гордился тем, что хотя в фильме десять убийств, публика не видит ни одного из них».

## Награды
В 1931 году фильм был включён в список десяти лучших картин года, составленный Национальным советом кинокритиков США.